# Tramwaje w Tlaxcali
Tramwaje w Tlaxcali – zlikwidowany system komunikacji tramwajowej w meksykańskim mieście Tlaxcala, działający w latach 1882–1942.

## Historia
Tramwaje konne w Tlaxcali uruchomiono w 1882. Linia tramwajowa o długości 8,5 km i szerokości toru 1435 mm połączyła Tlaxcala z Santa Ana. W 1910 na linii zastosowano tramwaje benzynowe, które zastąpiły tramwaje konne. Tramwaje w Tlaxcala zlikwidowano w 1942.